# Аксентије Димић
Аксентије Димић (Баваниште, 16. фебруар 1808 — Баваниште, 26. октобар 1874) био је српски свештеник и сликар у доба српског народног препорода у Војводини.

## Биографија
Рођен је од оца Саве, свештеника. Имао је четири млађа брата, једног свештеника, једног трговца, једног професора-школског управника и једног лекара. По завршеној основној школи, похађао је православну Богословију у Вршцу и запопио се.
Аксентије је наставио породичну традицију и био парох у родном месту Баваништу (1835-1874). Са својим братом Теофилом представљао је Баваниште у Мајској скупштини 1848. године у Сремским Карловцима, када је проглашена Српска Војводина.
Са другим братом Михајлом, такође парохом, био је међу обновитељима капеле посвећене Рођењу Пресвете Богородице 1856. године, која се данас налази у склопу манастира Баваниште.
Сликарство је учио код Константина Данила и Константина Арсеновића у Панчеву. Сликао је портрете и иконе у стилу италијанског барока са примесама бидермајера. Међу малобројним сачуваним Димићевим радовима налазе се један алпски пејсаж, протрет Манојла Грбића, иконе у цркви у Липови у Румунији и икона Богородице са дететом у природној величини, коју је насликао за наведену капелу у Баваништу. Она се дуго времена налазила у цркви Успења Пресвете Богородице у центру вароши, међутим крајем 2010-их је враћена у манастир.
Аксентије Димић је умро 1874. године као парох у Баваништу. Није имао деце.
Разграната породица Димић води порекло од Диме Путника, Цинцарина који се из Егејске Македоније доселио у Војводину у време сеоба средином XVIII века, и дала је бројне научно-просветне раднике, укључујући Теофила, Теодора, Петра, Ђуру Б., Душана (Гугу), Платона Димића и Емилију Димић, жену Богољуба Јовановића.